# Гірник Микола Андрійович
Мико́ла Андрі́йович Гірни́к (нар. 7 червня 1923 — пом. 8 грудня 1981) — український поет, перекладач. Батько поета Павла Гірника.

## Біографія
Народився 7 червня 1923 року в селі Вербовець (тепер Катеринопільського району Черкаської області) в сім'ї селянина. Після закінчення середньої школи вступив на філологічний факультет Львівського університету.
Учасник німецько-радянської війни з червня 1941 року. Як командир артилерійської батареї, брав участь у боях на Сталінградському та Карельському фронтах. Тричі поранений.
У 1946 році демобілізувався і продовжив навчання в Київському університеті, який закінчив 1950.
У 1949–1954 роках — на редакційній роботі. Повернувся до неї після навчання на Вищих літературних курсах у Москві.
Помер 8 грудня 1981 року в Києві.

## Нагороди і почесні звання
Нагороджений орденом Червоної Зірки та медалями.

## Твори
- «Моя Звенигородщина» (1950).
- «Вірність» (1952).
- «Друзі-солдати» (1953).
- «Ромашковий цвіт» (1955).
- «Сонце і грози» (1958).
- «Сурмачі» (1959).
- «В авангарді світу» (1960).
- «Стартують мрії» (1963).
- «Сузір'я серця» (1965).
- «Цвіте терен» (1966).
- «Крізь відстані» (1969).
- «Одвічне, сьогоденне» (1973).
- «Невтома» (1975).
- «Назавжди солдат» (1983).

Перекладав окремі твори російських, білоруських, литовських, казахських письменників.